# Osroes II de Pàrtia
Osroes II fou un pretendent al tron de Pàrtia rebel·lat vers el 190. Es coneix només per les monedes que va emetre, que són del final del regnat de Vologès IV i inicis del de Vologès V. La seva revolta va tenir lloc a l'Atropatene i va dominar Ecbàtana.